# Universitat Case Western Reserve
La Universitat de Case Western Reserve, és una universitat privada que es troba a Cleveland, Ohio (en els Estats Units d'Amèrica).

## Història
És el resultat de la fusió duta a terme el 1967 entre l'Institut de Tecnologia Case (fundat en 1881 per Leonard Case Jr.) i la Universitat de Western Reserve (fundada en 1826 en el territori conegut com "la reserva occidental de Connecticut", (en anglès: Connecticut Western Reserve).

## Centres docents
La universitat té 8 facultats i col·legis:
- College of Arts and Sciences
- School of Dental Medicine
- Case School of Engineering
- School of Law
- Weatherhead School of Management
- School of Medicine
- Frances Payne Bolton School of Nursing
- Mandel School of Applied Social Sciences

## Esports
Els seus equips, coneguts com a Spartans, competeixen en la University Athletic Association de la tercera divisió de la NCAA.